# Jeroen Tel
Jeroen Godfried Tel, a volte firmato con il nome in codice WAVE (19 maggio 1972), è un musicista olandese, conosciuto per le sue numerose composizioni musicali per videogiochi, composte tra la fine degli anni ‘80 e gli inizi degli anni ‘90 in particolar modo per il Commodore 64.
Jeroen è uno dei fondatori del gruppo Maniacs of Noise, che dal 1987 si occupa della produzione di musica ed effetti sonori per videogiochi.

## Colonne sonore composte e prodotte da Jeroen Tel
- 2400 AD (C64)
- A-Team, The (Game Gear)
- A-Team, The (Sega Master System)
- Abyss, The (cellulari)
- After the War (C64)
- After Burner (C64 versione USA)
- Agony (Amiga)
- Alien III (C64)
- Alien III (NES)
- Alien Scum (cellulari)
- Alloyrun (C64)
- ASML ESD Clean Training (WEB)
- Aspar Grand Prix (C64)
- Back to the Future III (C64)
- Bad Blood (C64)
- Battle Valley (C64)
- BeachKing Stunt Racer (PS2)
- BeachKing Stunt Racer (PC)
- Beauty and the Beast (NES)
- Big Brother (PC)
- Brabant Stad (Promo)
- Bram Stoker Dracula (Game Boy)
- Bram Stoker Dracula (Master System)
- Bram Stoker Dracula (NES)
- California Games II (Master System)
- California Games II (Game Gear)
- Casino (PC)
- Christmas Crisis (CD-i)
- Combat Crazy A.K.A. War Bringer (C64)
- Crimson's Mystery (Game Boy Color)
- Cybernoid (C64)
- Cybernoid II: The Revenge (C64)
- Dan Dare III: The Escape (C64)
- David Bravo (cartone)
- Deadly Skies (3DO Interactive Multiplayer)
- DLO Research (TVP)
- Don Horn (PC)
- Drag race 2000 (ARC)
- EA Sports (JAKKS TV Game)
- Eliminator (C64)
- Empire (FM)
- ETV Leader (RL)
- F17 Tomcat (C64)
- F17 Tomcat (ARC)
- FACT (PC)
- Facts of Life (PCD)
- Family Games II: Junkfood Jive (CD-i)
- Flash, The (Master System)
- Flash, The (Game Gear)
- Flippo House (CDS)
- Football Manager(PC)
- Fortuna Mahjongg Deluxe (PC)
- Fruit Fantasies (Amiga)
- G.I. Hero (C64)
- Gaplus (C64)
- Geweldenaren van Ver (SHORT)
- Golden Axe (C64)
- Gold Rush Deluxe (PC)
- Gordon's Cinderella (PC)
- Hawkeye (C64)
- Hive, The (cellulari)
- Honey Switch Deluxe (PC)
- Hot Rod (C64)
- House of Cards 2 Deluxe
- Hypnosis 1995 (PCD)
- Ice Age (C64)
- Insector Hecti in the Interchange (C64)
- Invest (C64)
- Iron Lord (AMIGA)
- Iron Lord (C64)
- Janssen en Janssen (CDS)
- Johny Walker Morrhuhn Jagd (PC)
- Jule Shuffle (Online Game)
- Just Kidding (CD)
- Kinetix (C64)
- Knoop in je Zakdoek 1994, 95, 96, 97, (TVP)
- Lethal Weapon III (Master System)
- Lemmings (C64)
- Logitech Puzzle Game (PCD)
- Mega Phoenix (C64)
- Mercury (FML)
- Minerman (Mobile Game)
- Moorhuhn (PC)
- Moorhuhn 2 (PC)
- Mortal Kombat (JAKKS TV Game)
- Motors (PC)
- Myth: History in the Making (C64)
- Nanuk (PC)
- Navy Moves (C64)
- NBA Hangtime (Genesis)
- NBA Hangtime (SNES)
- Nicktoons Basketball (PC)
- NightHunter (C64)
- Nintendo Starwing (TVC)
- NNCDROM (Business Presentation CDROM)
- North & South (C64)
- No-TV Visual Music No.2 (DVD)
- No Nonsense Consultancy (Web)
- Original Video Game Sound Effects (CD)
- Outrun 2 (C64)
- Out Run Europa (C64)
- Overlord (NES)
- Pocahontas (Genesis/SNES)
- Poodle-e-razor (PC)
- Poseidon: Planet Eleven (C64)
- Power Play (TVP)
- Raffzahn (PC)
- Rhino Rumble (PC)
- Rhino Rumble (Game Boy Color)
- RTL France (TVL)
- R-Xerox (TVC)
- Robocop III (C64)
- Robocop III (NES)
- Rubicon (C64)
- Ruflo Easyfloor (Animation)
- Savage (C64)
- Scout (C64)
- Slot Machine (cellulari)
- Smash TV (C64)
- Space Ranger (PC, solo effetti sonori)
- Spark Media Arts Festival (animazione)
- Starball (C64)
- Starwing (TVC)
- Starwing (RC)
- Stork Aerospace F35 JSF (animazione 3D)
- Stormlord (C64)
- Stormlord (Amiga)
- Stormlord II (C64)
- Super Monaco Grand Prix (C64)
- Supercash (Amiga)
- Supremacy (C64)
- Supremacy (Amiga)
- Suske en Wiske - De Roekeloze Ruimtereis
- Suske en Wiske - Het Geheim van de Farao
- Synthetic (AD)
- Technocop (NES)
- Teenage Mutant Ninja Turtles (AMIGA, C64)
- TELEAC (TV, TVL, TVT, RP)
- Tetris 94 (C64)
- The Video Game Soundmakers (CD)
- Tintin on the Moon (C64)
- TMax (Pocket PC)
- Tomcat (C64)
- Trivia Ultimate Challenge (C64)
- Turbo Out Run (C64, Best Music ECTS Award)
- Video Game Soundmakers, The (CD)
- Vivid Video (CD)
- Viz (Amiga, C64)
- Viz (ST)
- Warlocked (Game Boy Color)
- W.A.R. (PC)
- Winter Gold (SNES)
- Z-Mess-House (CDS)
- Musica del logo Zylom
- ZZPLANET (Animation)